# Comunidade Tolstoiniana de Stapleton
Em 1887, John Bruce Wallace começou a publicar uma revista denominada "A Irmandade", em Limavardy (Irlanda do Norte). Ele era fortemente influenciado por Leon Tolstói e pelo teor do Sermão da Montanha. Em 1891, Wallace mudou-se para Londres e começou a pregar em uma Igreja abandonada que se tornou depois conhecida como "A Igreja da Fraternidade".
Em 1896, formou-se uma Comunidade em Purleigh (Essex - Inglaterra), cultivando 4 hectares em princípios comunistas.
Em 1897, alguns integrantes da Comunidade de Purleigh, se mudou para Leeds e formaram uma nova comunidade que tinha como atividade3 econômica uma pequena oficina de engenharia. Algumas dessas pessoas tinham sido Quakers, e, por isso evitavam o uso de dinheiro, sempre que possível; se recusaram a registrar seus casamentos e nascimentos, educavam seus próprios filhos e eram pacifistasEm 1921, o recebimento de uma herança permitiu que o grupo, que havia se mudado para Leeds, comprasse um terreno em Stapleton. Em 1928, eles haviam construído três casas e uma estrutura comunitária  .
Em 2015, a comunidade continuava a existir procurando produzir alimentos de modo orgânica .